# Monte Verde (Cap Verd)
Monte Verde és un muntanya a la part oriental de l'illa de São Vicente a Cap Verd. La seva elevació és de 750 m. És la muntanya més alta de l'illa i es troba a 8 km a l'est de Mindelo. La muntanya forma part d'un parc natural. És un exemple d'ecosistema sub-humit. De les 93 espècies inventariades de flora, 17 són a la llista d'espècies en perill de São Vicente. Exemples d'espècies que no es poden trobar arreu de l'illa són Limonium jovi-barba, Sonchus daltonii, Echium stenosiphon ssp. stenosiphon, Campanula jacobaea, Davallia canariensis i Kickxia elegans.
La vista al cim de Muntanya Verda és espectacular amb vistes de tota l'illa, incloent Baía das Gatas i la ciutat de Mindelo, així com l'illa de Santa Luzia a l'est i l'illa de Santo Antão al nord-oest.

## Referència cultural
La Simfonia N. 6 que es titula "Monte Verde" és un orquestral fet per Vasco Martins junt amb un altre treball orquestral titulat Calmas tardes no Monte Verde.